# علي بن الحسن الزميلي
علي بن الحسن بن علي الزميلي، ويكنى أبو الحسن، وهو من ساكني رحبة جامع القصر في بغداد، وكان فقيهاً فاضلاً حافظاً لمذهب الشافعي، ويعرف الأصول معرفة جيدة، ولهُ تعليقة في الخلاف، ويحفظ اللغة العربية والنحو، وكان حسن الخط ويكتب على طريقة الخطاط ابن البواب، عرف بين الناس بحسن خلقهِ وتواضعه. ورشح للتدريس في المدرسة النظامية، وللقضاء، إلا أن أجلهُ حال بينهُ وبين ذلك، وكانت فيهِ بلاغة ولهُ نثر حسن. قال ابن النجار في تاريخه: أنشدنا معروف بن مسعود المقرئ من لفظهِ وحفظه، أنشدني أبو الحسن الزميلي لنفسه:
قرأ الزميلي الفقه على يوسف الدمشقي، والأصول على أبي الحسين بن الآبنوسي.
سمع الحديث النبوي بنفسهِ من أبي الفضل محمد بن عمر الأرموي، وأبي الحسن محمد ابن طراد الزينبي، وأبي القاسم علي بن عبد السيد بن الصباغ، وغيرهم.
ورتب معيداً بالمدرسة النظامية ومتولياً لأوقافها، وكان مرشحاً للتدريس بها ولقضاء القضاة، إلا أن أجلهُ حال بينهُ وبين ذلك، وحدث باليسير.
سمع منهُ أبو بكر عبيد الله بن علي التميمي، ومعروف المقرئ.

## وفاته
توفى يوم الجمعة العشرين من جمادى الأول سنة 569 هـ/1174م، ودفن في المقبرة الوردية ببغداد.